# Linpus
Linpus – system operacyjny z rodziny Linux oparty na dystrybucji Fedora, stworzony przez pochodzącą z Tajwanu firmę Linpus Technologies Inc, skierowany w szczególności na rynek azjatycki, stąd też posiadający pełną obsługę występujących tam języków – chińskiego i japońskiego. Stosunkowo niedawno, za sprawą tanich pochodzących z Chin laptopów, spopularyzował się też w Europie. Dostępne wersje systemu to: Linpus LINUX Desktop, Linpus LINUX Server, Linpus Media Center oraz Linpus LINUX Lite. Ta ostatnia edycja przewidziana jest do instalacji na netbookach i innych słabych sprzętowo komputerach. System w tej wersji zoptymalizowano pod kątem urządzeń przenośnych z niewielkimi ekranami, stąd też obsługuje on niskie rozdzielczości jak chociażby VGA (640x480). Niektóre netbooki: Acer, Aspire One oraz Northtec Gecko posiadają preinstalowany Linpus LINUX Lite.
W większości wydań Linpusa możliwy jest wybór między dwoma rodzajami interfejsu użytkownika: konwencjonalnym, przypominającym domyślny wygląd środowiska XFCE, oraz uproszczonym opartym na ikonach i zakładkach, a zaprojektowanym z myślą o początkujących użytkowników Linuksa.

## Nagware
System Linpus w laptopach Acer zawiera nie tylko otwarty kod źródłowy, lecz również specyficzny „shareware” kod Acera – zaklasyfikowany przez użytkowników jako „nagware”, ponieważ nakłania on do rejestracji na stronie internetowej oraz zakupu pełnej jego wersji. Fakt umieszczenia w dystrybucji Acera oprogramowania o umyślnie ograniczonej funkcjonalności, którego źródła są niedostępne, powoduje, że nie można tego systemu określić mianem prawdziwie wolnego.